# セメント包装所
セメント包装所（セメントほうそうじょ）は、工場で生産されタンカー・鉄道貨車・タンクローリー等により持ち込まれたバラ積みセメントを、敷地内のサイロに一時的に貯蔵し、バラのままもしくは袋に包装し需要家へ配送する機能を持つ施設。単に包装所とも呼ばれるが、現在はサービスステーションと呼ばれることが多い。一般消費者への小売は行わず、契約特約販売店の名称が印字された各セメントメーカーの出荷伝票で決済して販売する。袋セメントは、各県の卸組合伝票で決済して販売する。